# 1797 az irodalomban
Az 1797. év az irodalomban.

## Megjelent új művek

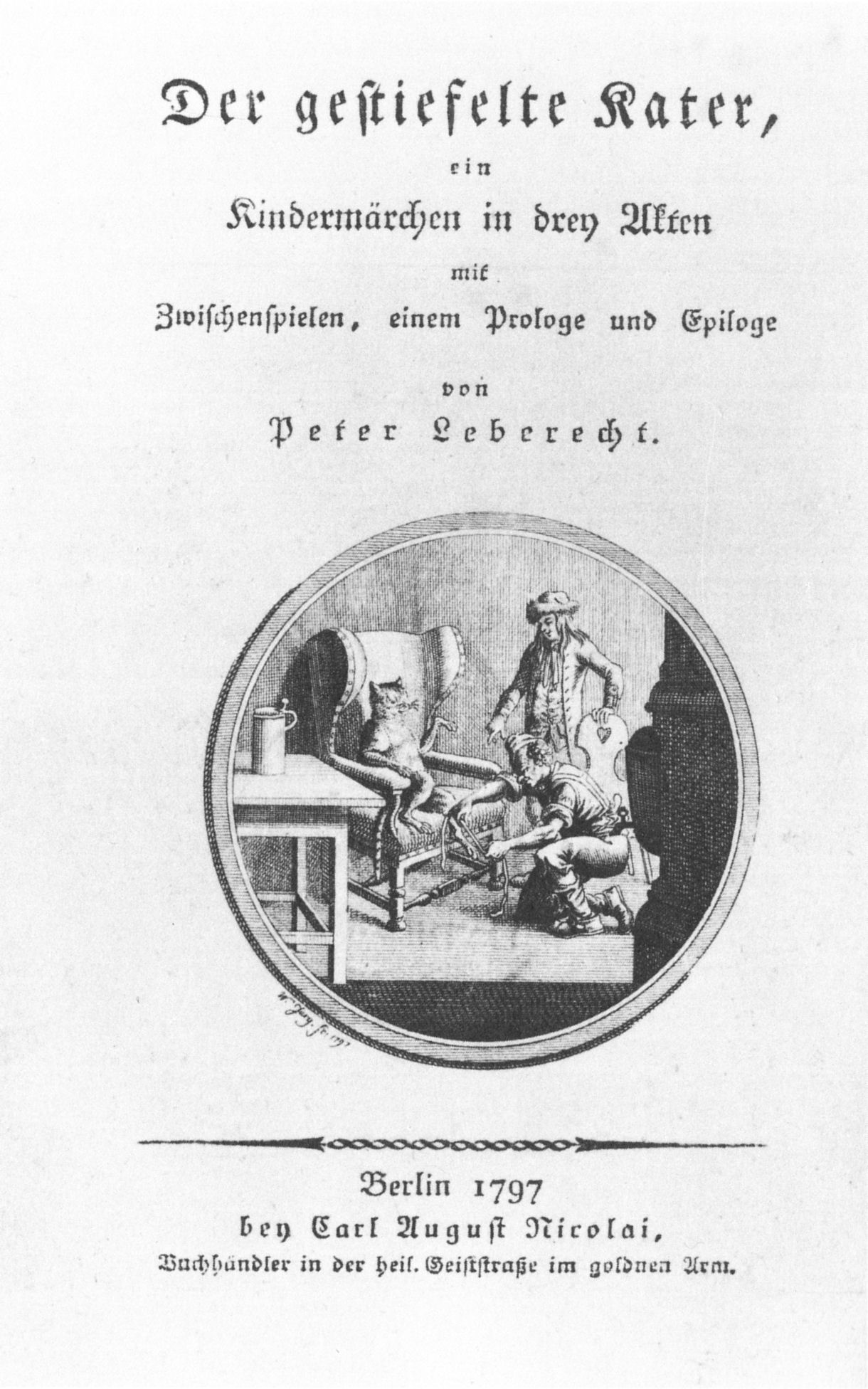
Der gestiefelte Kater (1797)

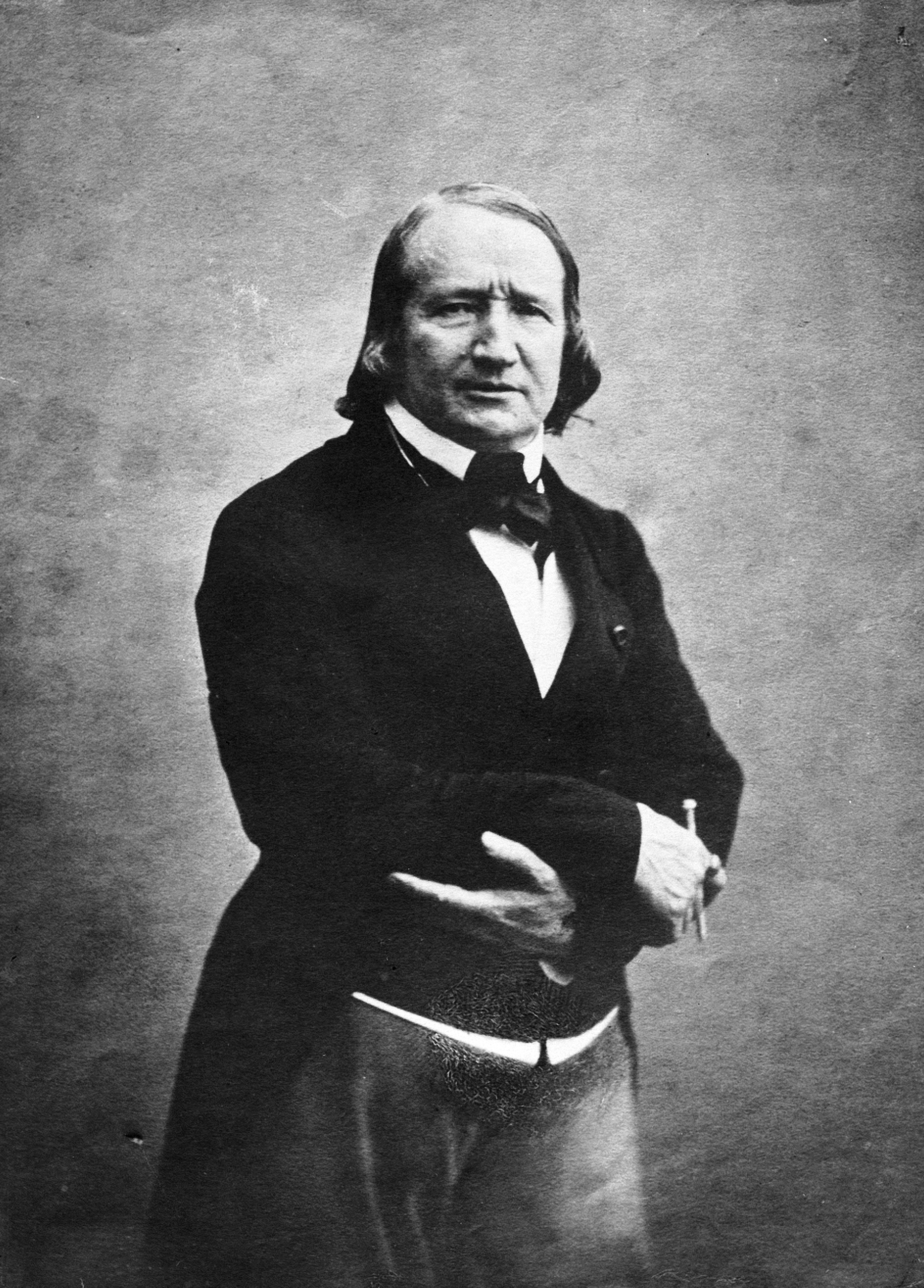
Alfred de Vigny

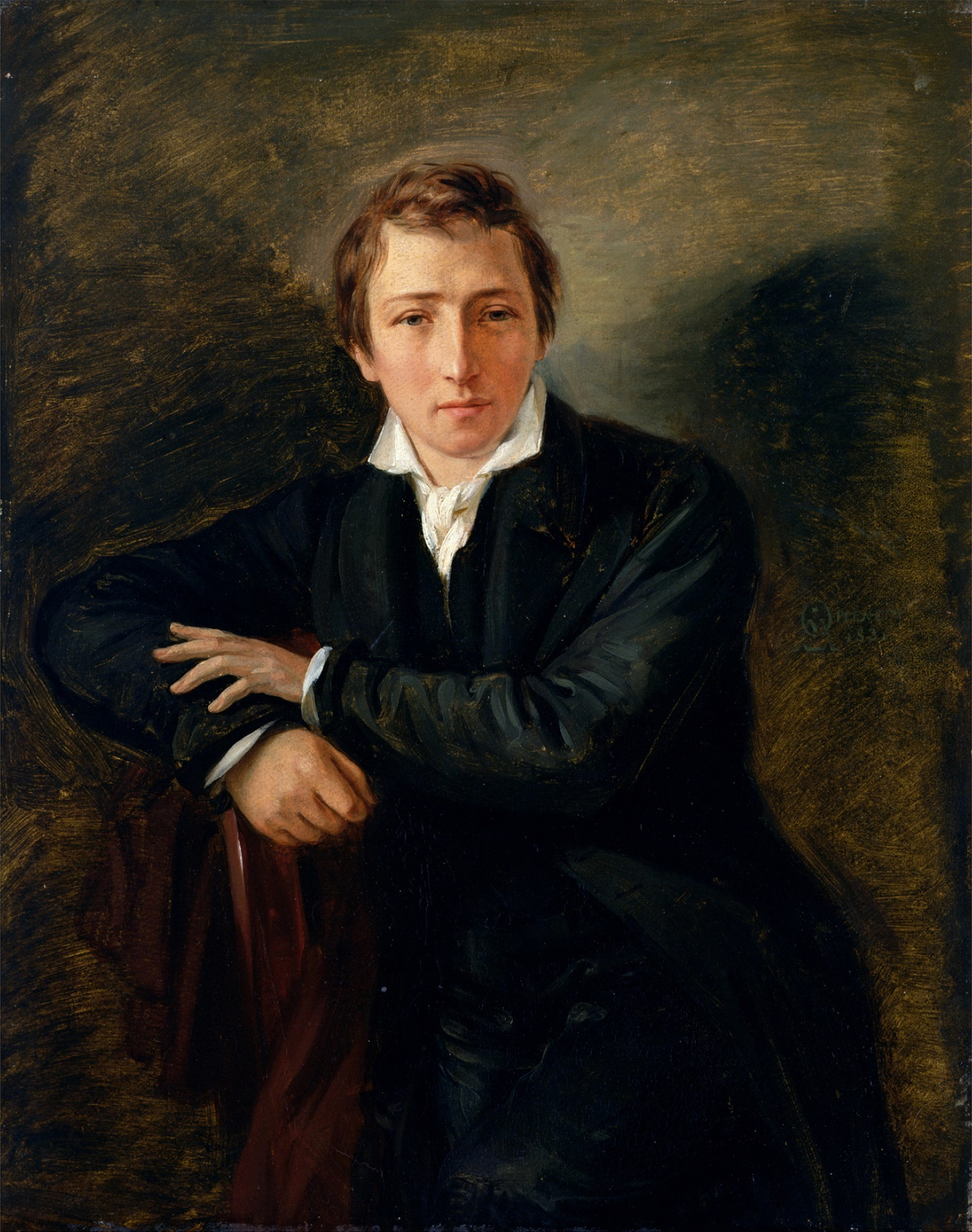
Heinrich Heine

- Johann Wolfgang von Goethe elbeszélő költeménye: Hermann és Dorottya (Hermann und Dorothea).
- Samuel Taylor Coleridge angol költő megírja Kubla kán (Kubla Khan, or a Vision in a Dream. A Fragment) című híres költeményét (mely először csak 1816-ban jelent meg).
- de Sade márki erotikus regénye: Juliette története, avagy a bűn virágzása (Histoire de Juliette, ou les Prospérités du vice).
- Friedrich Hölderlin regénye: Hyperion, teljes címén: Hyperion oder Der Eremit in Griechenland (1. kötet; a 2. kötet 1799-ben jelent meg).
- Ludwig Tieck gyűjteménye: Volksmärchen (Népmesék). Három kötet, benne:[1]
  - Der gestiefelte Kater (A csizmás kandúr)
  - Der blonde Eckbert (A szőke Eckbert)
  - Ritter Blaubart (Kékszakáll vagy A kékszakállú lovag)

## Születések
- március 27.  – Alfred de Vigny francia romantikus költő, író, drámaíró, műfordító († 1863)
- augusztus 30. – Mary Shelley angol romantikus író, Percy Bysshe Shelley felesége  († 1851)
- december 13. – Heinrich Heine német romantikus költő, író, esszéíró; Johann Wolfgang von Goethe és Friedrich Schiller mellett a nagy triász harmadik tagja († 1856)

## Halálozások
- március 17. – Friedrich Wilhelm Gotter német drámai költő (* 1746)
- szeptember 10. – Mary Wollstonecraft brit író, filozófus és feminista, az újkori nőjogi mozgalmak elindítója (* 1759)
- október 5. – Horace Walpole angol író, politikus, művészettörténész (* 1717)